# Phil Solomon (impresario)
Philip Raymond (‘Phil’) Solomon (Belfast, 27 april 1924 – Bournemouth, 10 april 2011) was een Britse impresario en zakenman van Noord-Ierse afkomst. Hij was de manager van artiesten als The Bachelors, Them en The Dubliners, oprichter van Major Minor Records en directeur van Radio Caroline.

## Levensloop

### Vroege carrière
Phil Solomon was de oudste zoon van een rijke joodse familie in Belfast. Zakendoen in de muziekbusiness zat in de familie. Zijn vader Maurice was grootaandeelhouder van Decca, zijn jongere broer Mervyn stichtte Emerald Music, een onafhankelijk platenlabel, dat zich specialiseerde in Keltische muziek.
Solomon begon zijn carrière in de jaren vijftig van de 20e eeuw als publiciteitsagent voor de Noord-Ierse zanger Ruby Murray, die in 1955 de top van de UK Singles Chart haalde met Softly softly. Samen met zijn vrouw Dorothy, met wie hij in het begin van de jaren vijftig was getrouwd, verzorgde hij ook de publiciteit rond tournees van artiesten als Jimmy Shand, Jim Reeves, Mr. Acker Bilk, Chris Barber en een aantal jazz- en dansorkesten.
In 1958 verhuisden de Solomons naar Londen, waar ze de publiciteit regelden voor een bont palet aan artiesten, zoals Gene Pitney, Kenneth McKellar, Louis Armstrong en Mantovani. Solomon werd ook manager van een groep, The Bachelors, een trio uit Dublin dat zich specialiseerde in sentimentele liedjes en daarmee tussen 1963 en 1967 zeventien maal de Britse Top 40 haalde.

### Manager
Het succes van The Bachelors bracht Solomon ertoe ook andere artiesten te gaan managen. Eerst vooral Ieren en Noord-Ieren, zoals Them, The Dubliners en David McWilliams, maar al spoedig ook anderen. Een van de grootste successen van een artiest uit de stal van Solomon was Terry van de Engelse zangeres Twinkle, een liedje over een motorrijder die bij een verkeersongeluk om het leven komt. De BBC vond het nummer van slechte smaak getuigen en weigerde het te draaien; desondanks haalde het nummer de vierde plaats in de UK Singles Chart.
Andere artiesten die Solomon onder zijn hoede nam, waren Phil Coulter, de komiek Freddie Davies en de dichteres Pam Ayres.

### Major Minor en Radio Caroline
In 1966 richtte Solomon zijn eigen platenlabel Major Minor Records op. Toen de piratenzender Radio Caroline in problemen kwam door een zware schuldenlast, hielp hij bij de schuldsanering. Als tegenprestatie trad hij toe tot de directie. De diskjockeys van Caroline waren nu verplicht elke dag een aantal platen van Major Minor te draaien. Ook liet Solomon andere platenmaatschappijen betalen voor het ‘pluggen’ van hun nieuwe platen. Dat beperkte de vrijheid van de diskjockeys om hun eigen muziek te kiezen. Ze waren daar niet allemaal even blij mee. Michael Pasternak, die platen draaide onder de naam Emperor Rosko, werd een paar maal door Solomon ontslagen omdat hij weigerde de platen van Major Minor te draaien, en vervolgens door Carolines andere directeur Ronan O'Rahilly weer aangenomen.
Ook Solomon kon echter niet voorkomen dat de beide schepen van waaraf Caroline uitzond in maart 1968 door schuldeisers in beslag werden genomen. Het betekende het einde van zijn bemoeienis met het piratenstation.
Major Minor had veel Ierse en Noord-Ierse artiesten onder zijn hoede, waaronder The Dubliners. Hun Seven Drunken Nights werd ook al in de ban gedaan door de BBC, maar bereikte toch de Britse Top Tien. Verder had het label de rechten voor de Engelse versies van de platen van Johnny Nash. Ook een paar platen van Golden Earring kwamen in Engeland uit op dit label.
De twee grootste hits van Major Minor waren Mony Mony van Tommy James and the Shondells uit 1968 en Je t'aime... moi non plus van Serge Gainsbourg en Jane Birkin uit 1969. De hijggeluiden van Jane Birkin in dit lied (dat in Nederland wel de ‘hijgplaat’ werd genoemd) zorgden ervoor dat het in verschillende landen verboden werd. In Groot-Brittannië weigerde (alweer) de BBC het te draaien. De plaat kwam daar oorspronkelijk uit op Fontana Records, maar de leiding van dat platenlabel trok de plaat in op het moment dat ze op de tweede plaats in de Britse hitparade stond (naar verluidt omdat de vrouw van de directievoorzitter dat had geëist). Serge Gainsbourg trad in onderhandeling met Phil Solomon, en de plaat kwam opnieuw uit op Major Minor. Nu bereikte ze de eerste plaats in de UK Singles Chart. Het was het eerste niet-Engelstalige nummer dat die eer te beurt viel, en ook het eerste nummer dat op de BBC niet gedraaid mocht worden.

### Latere jaren
In 1970 verkocht Solomon Major Minor aan de EMI Group. Hij trok zich nu vrijwel terug uit de muziekbusiness. Dorothy bleef nog wel actief, als manager van de Schotse zangeres Lena Zavaroni (1963-1999).
Andere activiteiten van Phil en Dorothy Solomon in latere jaren waren het fokken van paarden, deelname aan paardenraces en de exploitatie van galeries in Dublin en Londen. In de vroege jaren tachtig trad Phil op als medefinancier van het commerciële radiostation Sunshine Radio in Dublin.
Phil Solomon overleed op 10 april 2011 in Bournemouth, aan de Engelse zuidkust, aan een hartstilstand. Hij liet zijn vrouw Dorothy achter; het paar had geen kinderen.

## Noot
1. ↑  Interview met Michael Pasternak. Gearchiveerd op 4 april 2012. Geraadpleegd op 22 december 2011.